# Стратфорд-Інтернешнал (станція)
51°32′41.28″ пн. ш. 0°00′30.96″ зх. д. / 51.5448000° пн. ш. 0.0086000° зх. д.

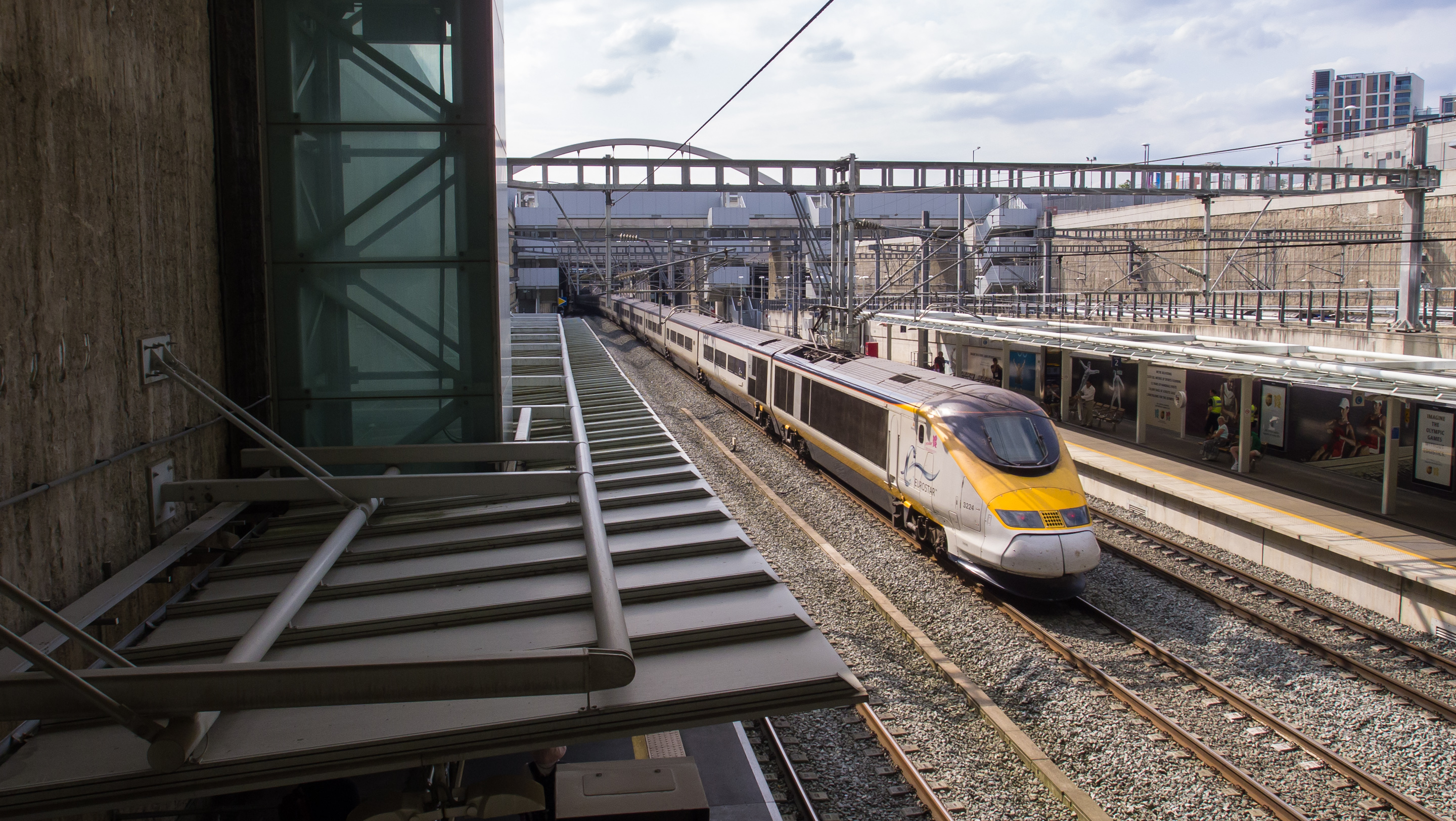
Потяг Eurostar прямує через станцію

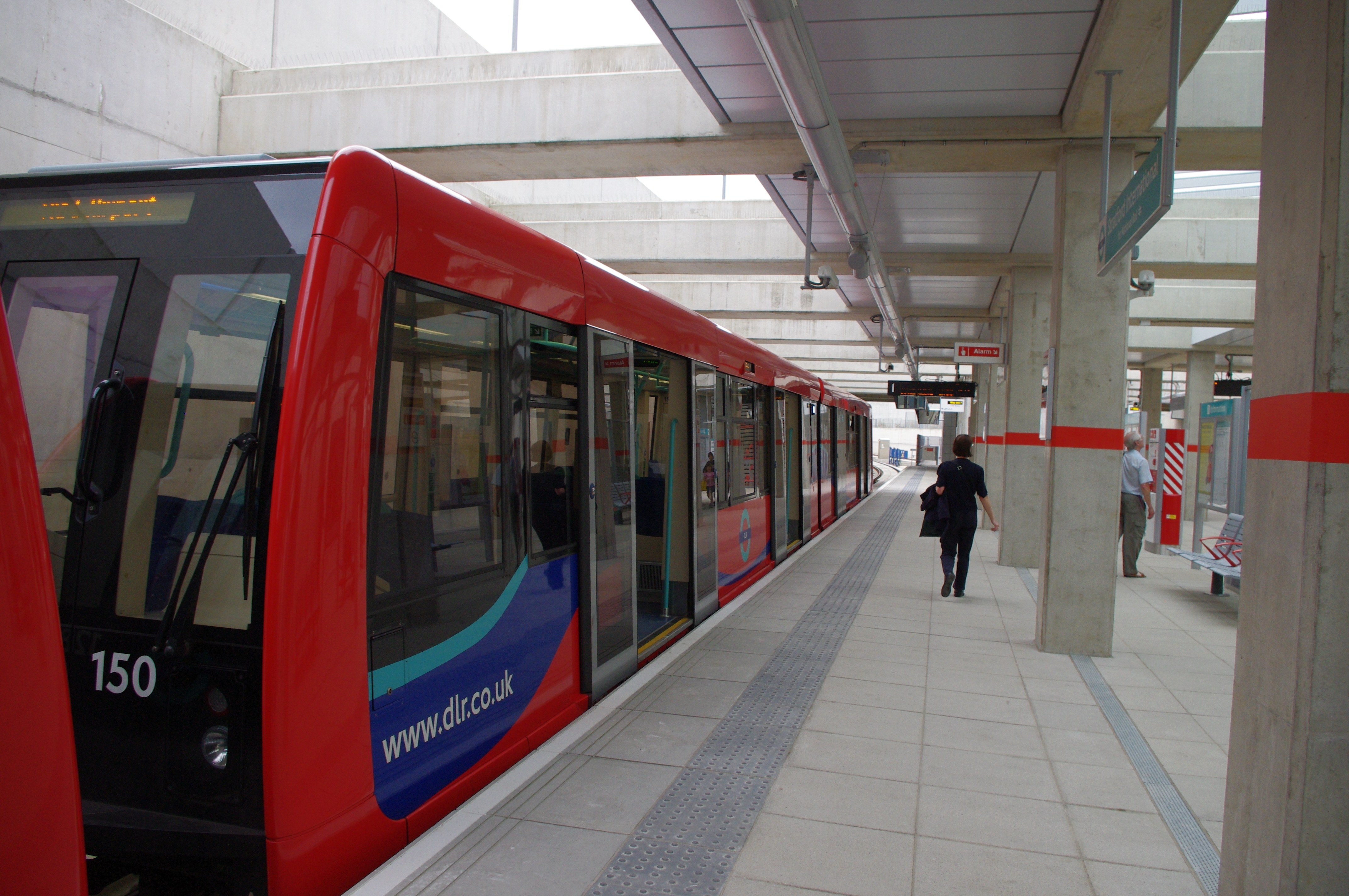
Платформи станції Стратфорд-Інтернешн, лінії DLR

Стратфорд-Інтернешнл (англ. Stratford International) — залізнична станція National Rail у Стратфорді та окремої, розташованої поруч станції Доклендського легкого метро (DLR), розташованої в Іст-віллідж, Лондон. Незважаючи на назву станції, ніяких міжнародних послуг не надає. Платформи National Rail, обслуговують потяги оператора Southeastern на маршруті High Speed 1 від станції Сент-Панкрас, з пересадкою на потяги Eurostar (які є міжнародними) на станціях Еббсфліт-Інтернешнал або Ешфорд-Інтернешнал. Для DLR це кінцева станція — одна з 7 кінцевих станцій на лінії — наступна станція Кеннінг-таун. Розташована у 2/3-й тарифній зоні, пасажирообіг на 2017–18: National Rail — 2.559 млн. осіб, для DLR — 3.195  млн. осіб

## Історія
- 30 листопада 2009 — відкриття станції у складі National Rail[2][3]
- 31 серпня 2011 — відкриття платформ DLR

## Пересадки
- На автобуси оператора London Buses маршрутів:  97, 108, 308, 339 та нічний маршрут N205
- У кроковій досяжності знаходиться станція Стратфорд

## Послуги
| Попередня станція | Лінія | Лінія                     | Лінія | Наступна станція                            |
| ----------------- | ----- | ------------------------- | ----- | ------------------------------------------- |
| Стратфорд         |       | Доклендське легке метро   |       | Кінцева                                     |
| Сент-Панкрас      |       | Southeastern High Speed 1 |       | Еббсфліт-Інтернешнал або Ешфорд-Інтернешнал |